# Alexander Korda
Alexander Korda, ursprungligen Sándor László Kellner, född 16 september 1893 i Pusztatúrpásztó i dåvarande Österrike-Ungern (i nuvarande Ungern), död 23 januari 1956 i London, var en ungersk-brittisk regissör, producent och manusförfattare. 
Alexander Korda studerade vid universitetet i Budapest och blev därefter journalist där, och satte 1915 även upp en teaterpjäs. Han övergick därefter till filmen där han var verksam som regissör i Budapest, Wien, Berlin, Paris och Hollywood, tills han 1932 grundade London Films Produktion Limited som fick stor betydelse för brittisk filmindustri.
Han ägde distributionsbolaget British Lion Films.
Alexander Korda Award for Best British Film delas sedan 1993 ut vid British Academy Film Awards.

## Familj
Alexander Korda var äldre bror till filmskaparna Zoltán Korda och Vincent Korda. Han var gift med skådespelaren María Corda 1919–1930. Mellan 1939 och 1945 var han gift med skådespelaren Merle Oberon. 1953 gifte han sig med Alexandra Boycun och var gift med henne fram till sin död tre år senare.
Alexander Kordas brorson, Vincent Kordas son Michael Korda, skrev nyckelromanen Queenie om Merle Oberon efter hennes död.

## Filmografi i urval
- 1931 – Marius
- 1933 – Kvinnorna kring kungen
- 1934 – Röda nejlikan
- 1936 – Rembrandt
- 1936 – Mannen som kunde göra underverk
- 1939 – The Lion Has Wings
- 1939 – U-båt spionen
- 1940 – Tjuven i Bagdad
- 1941 – Lady Hamilton
- 1942 – Djungelboken
- 1945 – Gryning över London
- 1955 – Richard III